# فيليسي مانشيني
فيليسي مانشيني (بالإيطالية: Felice Mancini)‏ (10 يونيو 1965 في إيطاليا - ) هو مدرب كرة قدم ولاعب كرة قدم إيطالي في مركز الوسط. لعب مع نادي بيسكارا ونادي فروسينوني وASD Martina Calcio 1947 ‏ وتشيفيتانوفا كالتشيو ‏ ولانشانو كالتشيو 1920 ‏.

## وصلات خارجية
- فيليسي مانشيني على موقع قاعدة بيانات كرة القدم.إي يو (الإنجليزية)
- فيليسي مانشيني على موقع عالم كرة القدم.نت (الإنجليزية)